# 忠誠計劃

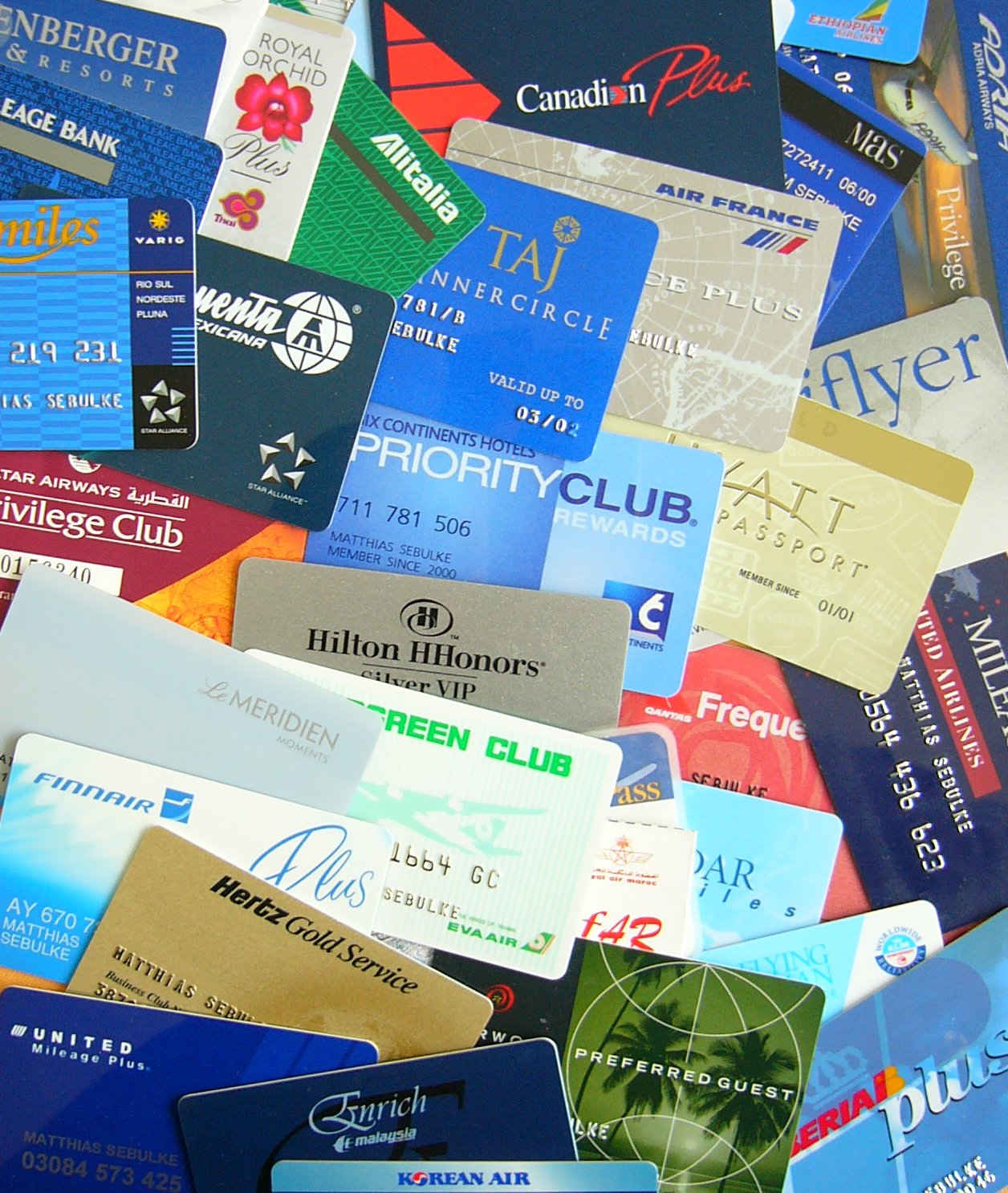
各種酬賓方案會員卡

忠誠計劃（英語：Loyalty program），又稱為酬賓方案、集點制度（日语：ポイントプログラム），是一種用以贏得顾客忠誠度為目的之市場行銷手段，在不同國家和地區可能有不同的稱呼，但都是通過給常使用某公司服務的顧客提供優惠、紅利及會員卡等來吸引顧客再次進行消費。申請酬賓方案會員卡通常需要使用到客戶的姓名、住址等個人資料，申請完成之後，商家會將衆多客戶的信息整合到一起來進行市場調查，從而制定相應的銷售策略。而通過回饋等措施，酬賓方案也會涉及到虛擬貨幣等金融領域。